# Acronicta pfizenmayeri
Acronicta pfizenmayeri är en fjärilsart som beskrevs av Herz 1903. Acronicta pfizenmayeri ingår i släktet Acronicta och familjen nattflyn. Inga underarter finns listade i Catalogue of Life.